# Aarão-Abou-Aldari
Aarão-Abou-Aldari, também conhecido como Aarão-Al-Rabbi, foi filho de Gerson. Escreveu um comentário sobre o Pentateuco que foi publicado em Constantinopla no século XVI.